# Sextou BB: Ouvindo, Bebendo e Sofrendo
Sextou BB: Ouvindo, Bebendo e Sofrendo (conhecido como Sextou BB 3) é o quinto álbum ao vivo da dupla sertaneja brasileira Ícaro & Gilmar, lançado em 30 de abril de 2021 pela NA Records. Trata-se da terceira edição de Sextou BB, que vem sendo trabalhado desde 2019, como um projeto composto por regravações.

## Antecedentes e gravação
Desde 2019, Ícaro & Gilmar vinham trabalhando o nome Sextou BB, consistindo em regravações e pelo menos uma música inédita ou mais. O último material majoritariamente inédito da dupla foi lançado em 2020, intitulado A Gente Acertou.

### Gravação
O terceiro Sextou BB foi gravado em Goiânia, em 4 de setembro de 2020, sem público, em decorrência da pandemia de COVID-19, com um formato parecido com o do álbum anterior: duas vozes e quatro violões. O projeto contou com a presença de nomes como Diego & Victor Hugo, Diego & Arnaldo, Guilherme & Benuto e Hugo & Guilherme.

## Lançamento
Em outubro de 2020, foram lançados três EPs. Depois de trabalharem singles, em 30 de abril de 2021, foi lançado o álbum completo, na mesma data de No Pelo 3, da dupla Hugo & Guilherme, que participaram do álbum.

## Lista de faixas
| N.º            | Título                                                                         | Compositor(es)                                                                                              | Artista original                           | Duração |  |
| 1.             | "Aceito Sua Decisão / Liguei Pra Te Dizer Que Te Amo" (part. Hugo & Guilherme) | Airo Barcelos Aladim / J. A. Longo / Mont'Alve                                                              | Marciano Alan & Aladim                     | 3:31    |  |
| 2.             | "Solidão / Passou da Conta"                                                    | José Rico / Cristovan Rei Bruno / Felipe                                                                    | Milionário & José Rico Bruno & Marrone     | 3:31    |  |
| 3.             | "Pra Ter Seu Amor / Marca Evidente"                                            | Jorge / Dudu Borges / Fred Liel / Wendell Vieira Israel Ribeiro / Juarez Dias                               | Jorge & Mateus Israel & Rodolffo           | 3:31    |  |
| 4.             | "Pois É / Por Te Amar Assim (Por Amarte Así)"                                  | Alvino Gomes Alves / Vine Show Alejandro Montalban / Eduardo Reyes / versão: Lucas Robles / Marlon / Maicon | Israel & Rodolffo Marlon & Maicon          | 3:15    |  |
| 5.             | "Como Vai Você / Te Amar Foi Ilusão"                                           | Antônio Marcos / Mario Marcos Bruno / Luiz Cláudio                                                          | Antônio Marcos Bruno & Marrone             | 4:24    |  |
| 6.             | "Estrela / Eu Já Te Amava"                                                     | Gabriel / Diego Monteiro Paula Mattos                                                                       | Hugo Pena & Gabriel Paula Mattos           | 3:15    |  |
| 7.             | "Ausência / Bijuteria"                                                         | Chrystian / Ralf Carlos Colla / Chico Roque                                                                 | Chrystian & Ralf                           | 5:48    |  |
| 8.             | "Dois Corações e Uma História / Felicidade, Que Saudade de Você"               | Carlos Randall / Danimar Paulo Henrique / César Augusto                                                     | Zezé Di Camargo & Luciano                  | 5:55    |  |
| 9.             | "As Paredes Azuis / Você Não Sabe Amar"                                        | Darci Rossi / Marciano Randall / Danimar                                                                    | João Mineiro & Marciano Chico Rey & Paraná | 3:26    |  |
| 10.            | "Só Sei Te Amar / Na Hora do Adeus"                                            | Tom Lima Colla / Roque                                                                                      | Bruno & Marrone Matogrosso & Mathias       | 3:41    |  |
| 11.            | "Cheiro de Shampoo / Minha Estrela Perdida"                                    | Cecílio Nena Augusto / Piska                                                                                | Chrystian & Ralf João Paulo & Daniel       | 3:22    |  |
| 12.            | "Frio da Madrugada / Separação"                                                | Pinocchio Riva Tostes                                                                                       | Rionegro & Solimões Adalberto & Adriano    | 4:02    |  |
| 13.            | "Tira Um Tempo Pra Ela" (part. Hugo & Guilherme)                               | Maykow Melo / Bruno Rigamontti / Thales Lessa                                                               |                                            | 3:05    |  |
| 14.            | "Pouca Roupa"                                                                  | Rafaela Miranda                                                                                             | Gabriel Diniz                              | 3:49    |  |
| 15.            | "Deixa / Vida Vazia / Saudade / Desejo de Amar" (part. Diego & Victor Hugo)    | Matheus Santos Bruno / Felipe Chrystian Reinaldo Barriga / Chrystian                                        | Bruno & Marrone Chrystian & Ralf           | 7:38    |  |
| Duração total: | Duração total:                                                                 | Duração total:                                                                                              | Duração total:                             | 1:02:13 |  |